# Valdegrudas
Valdegrudas es un municipio y localidad española de la provincia de Guadalajara, en la comunidad autónoma de Castilla-La Mancha. El término municipal tiene una población de 52 habitantes (INE 2024).

## Historia
Hacia mediados del siglo XIX, el lugar tenía contabilizada una población de 123 habitantes. La localidad aparece descrita en el decimoquinto volumen del Diccionario geográfico-estadístico-histórico de España y sus posesiones de Ultramar de Pascual Madoz de la siguiente manera:

VAL DE GRUDAS: l. con ayunt. en la prov. de Guadalajara (3 leg.), part. jud. de Brihuega (2), aud. terr. de Madrid (13), c. g. de Castilla la Nueva, dióc. de Toledo (25): sit. en una ladera entre cerros; con clima frio; tiene 40 casas; la consistorial; una fuente de buen agua; una igl. parr. (San Juan Bautista) servida por un cura y un sacristan. Confina el térm. con los de Torija, Aldeanueva, Atanzon y Val del Saz. El terreno, bañado por un arroyo que brota dentro de la jurisd., es de buena calidad; tiene dos montes poblados de encina y roble. caminos, los que dirigen á los pueblos limítrofes. correo: se recibe y despacha en Torija. prod.: cereales, algunas legumbres y yerbas de pasto, con las que se mantiene ganado lanar, cabrio y vacuno; hay caza de perdices, conejos y liebres. ind. la agrícola y un molino harinero. pobl.: 34 vec., 123 almas. cap. prod.: 770,000 rs. imp. 46,200.: contr.: 3,556.
(Madoz, 1849, pp. 256-257)

## Demografía
Valdegrudas cuenta con una población de 52 habitantes (INE 2024).
| Gráfica de evolución demográfica de Valdegrudas entre 1842 y 2021                                                   |
| |
| Población de derecho según los censos de población del INE Población de hecho según los censos de población del INE |

| 61            | 57 | 55 | 63 | 60 | 66 |
| (Fuente: INE) |    |    |    |    |    |

## Patrimonio
En la localidad hay una iglesia bajo la advocación de San Juan Bautista.